# 新俱乐部

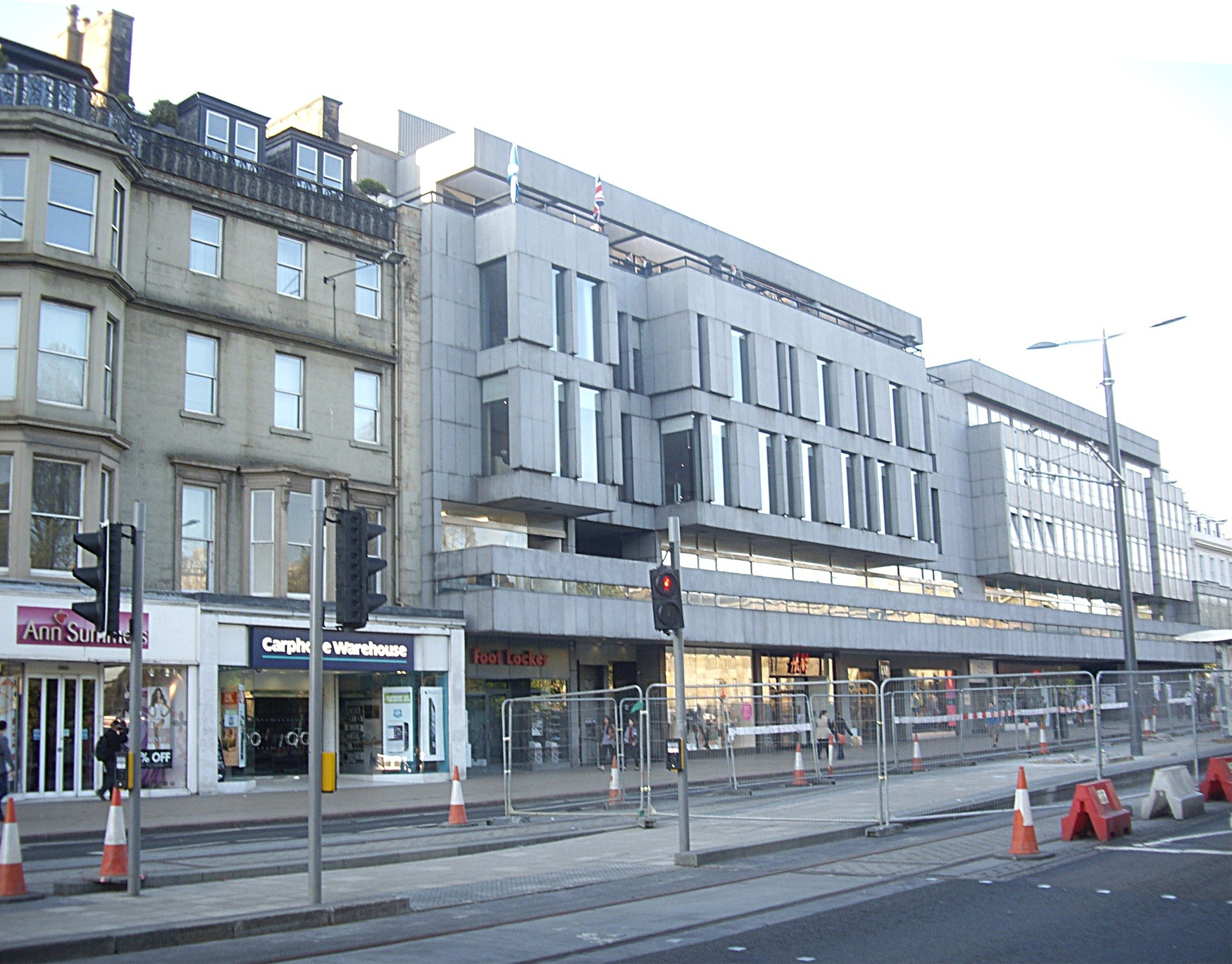
新俱乐部

新俱乐部（New Club）是苏格兰爱丁堡新城的一个私人社交俱乐部。

## 历史

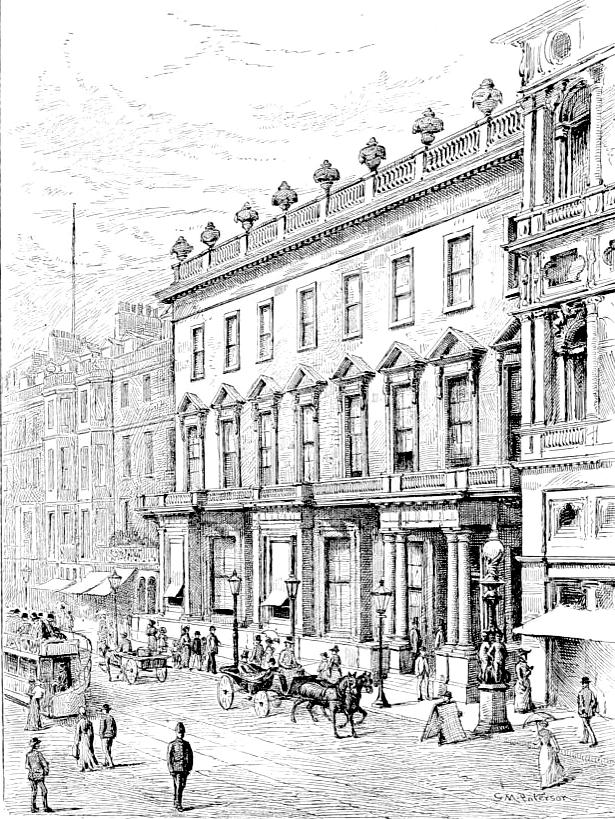

新俱乐部成立于1787年2月1日，为一个绅士俱乐部, 它是苏格兰最古老的私人会员俱乐部。俱乐部最初设于王子街东端莎士比亚广场的贝勒酒馆，从1809年到1837年设于圣安得鲁广场3号，1837年5月15日迁入王子街84-85号的专用建筑。该建筑由威廉·伯恩重新设计，是爱丁堡新城建成后王子街第一座拆除重建的新建筑。1859年大卫·布莱斯又进行了扩建。1953年新俱乐部与大学俱乐部合并。
1953年，新大学俱乐部合并。1960年代，俱乐部由Allan Reiach，Eric Hall拆除重建为现代建筑，1969年12月15日开始营业。1970年3月25日俱乐部开始接纳女士，2010年10月女士们获得了正式会员资格。
爱丁堡公爵菲利普亲王自1952年以来一直是俱乐部的赞助人。成员资格唯一规定的要求是年满18岁。

## 建筑
包括新俱乐部的王子街84-87号于1996年3月18日被苏格兰文物局列为A类登录建筑加以保护。这是爱丁堡大约60座受保护的二战后建筑之一。